# Trolleybus de Valparaíso
Le trolleybus de Valparaiso fait partie du réseau de transports en commun de la ville de Valparaiso, au Chili. Mis en service en décembre 1952, il s'agit du second plus ancien réseau de trolleybus d'Amérique du Sud.
Le réseau est exploité par un opérateur privé depuis 1982. Depuis 1994, il s'agit du dernier réseau de trolleybus encore en fonctionnement au Chili.
La majorité des véhicules circulant sur le réseau ont été construits pendant les années 1946-52, par la société Pullman Company. Ces véhicules sont à ce jour les plus anciens trolleybus encore en service dans le monde,. L'ensemble de ces véhicules a été déclaré monument national historique par le gouvernement chilien en 2003,,,. Ces véhicules ont aidé la ville à acquérir sa distinction de patrimoine mondial auprès de l'UNESCO,.
Le réseau de trolleybus de Valparaiso est devenu une des icônes de la ville, et est considéré comme faisant partie de l'héritage culturel de la cité,,,.

## Annexe